# Gao Zhisheng
Gao Zhisheng (高智晟)  (provincia de Shanxi, República Popular China, 20 de abril de 1964) es un reconocido abogado (nominado al Premio Nobel de la Paz) que defiende los derechos humanos en China.

## Trayectoria
Sin noticias de su paradero desde febrero de 2009 hasta marzo de 2010, detenido en la prisión de Shaya en el Xinjiang, el 7 de agosto de 2014 fue puesto de nuevo bajo un estricto arresto domiciliario, con síntomas de malnutrición y pérdida de varios dientes. En agosto de 2017 desapareció una vez más y desde entonces está en paradero desconocido.